# Івіца Шерфезі
Івіца Шерфезі (хорв. Ivica Šerfezi; 1 грудня 1935, Загреб — 28 травня 2004, Загреб) — югославський і хорватський співак і композитор.

## Біографія
Закінчив Загребський університет, за спеціальністю — географ. Однак захоплення музикою і співом привело його в 1954 році на естраду. Івіца став солістом радіо і телебачення в Загребі. Відтоді він — популярний співак, ім'я якого було відоме у багатьох країнах світу.
Перші концерти Івіца проводив на танцмайданчиках студентських клубів, але найуспішнішим став виступ на стадіоні ФК «Динамо», де він виступав разом з Доменіко Модуньо.
Всього він написав за своє життя 15 золотих платівок і мільйон копій у співпраці з композитором Никицо Калольеро і в дуеті з Люпкою Димитровською. У 1960-х роках розпочав сольну кар'єру і став відомим не лише на батьківщині, але й у багатьох інших країнах: СРСР, НДР, Чехословаччина, Канада, США (там він навіть записав альбом) та інших.
У 1970 році був показаний фільм-концерт за участю (югославського) хорватського співака Івіци Шерфезі та ансамблю.
Івіца Шерфези провів багато гастрольних турів по всьому світу. Був відомим в СРСР за його неодноразових виступів, які завжди проходили з величезним успіхом. У програмі молодого артиста були пісні про кохання і югославські народні пісні.
Шерфа (або Шериф), як називали його друзі, був успішним спортсменом: він грав у теніс і гольф, був постійним гостем на спортивних аренах і завзятим футбольним та хокейним вболівальником.
Під час військового конфлікту 1990-х років на території колишньої Югославії Івіца Шерфезі приєднується до «Хорватського музичного союзу» — некомерційної гуманітарної організації, яка проводила концерти для допомоги постраждалим. 16 січня 1992 року в загребському концертному залі «Ватрослав Лисинський» Шерфезі спільно з іншими музикантами виступив на концерті «Моя Батьківщина» (хорв. «Moja Domovina»), присвяченому міжнародному визнанню незалежності Хорватії.

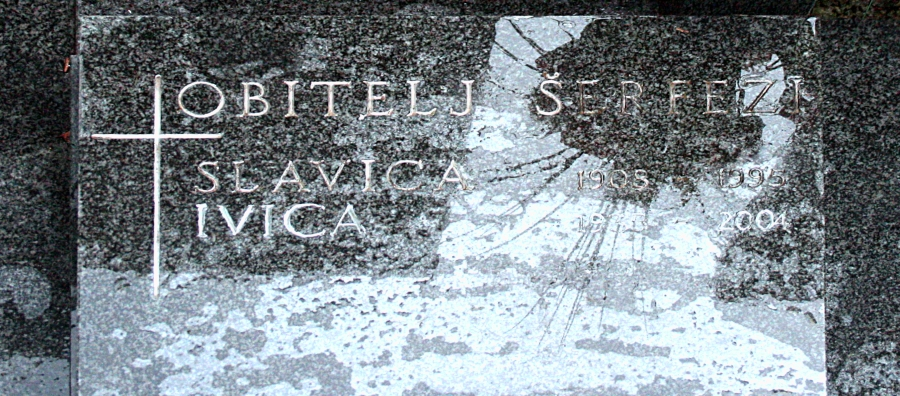
Могила Івіци Шерфезі на цвинтарі Мірогой в Загребі

Шерфезі був прихильником здорового способу життя, але в останні роки життя його став турбувати шлунок. У лютому 2004 року лікарі порадили провести операцію. Операція пройшла без ускладнень, але, на жаль, діагноз був невтішним, оскільки у Шерфезі був виявлений рак. Мужній музикант не здався, і тому відразу ж у березні відправився на хіміотерапію, і після цього, в квітні вже повернувся на музичну сцену. Про його стан здоров'я знали лише рідні та близькі друзі.
В останні роки Івіца Шерфезі виступав у супроводі вокально-інструментального ансамблю «Загреб», яким керував Слободан Момчіловіч.
За вісім днів до смерті, Івіца спільно з німецькою співачкою Дагмар Фредерік виступав у Дубровнику. Жоден з відвідувачів концерту навіть не підозрював, що з ним не все в порядку. У Шерфезі разом з Фредерікою було заплановано спільне турне по колишній Східній Німеччині, де він був добре відомий та шанований, про що свідчить той факт, що на концерт у Дрездені були розпродані всі квитки.
Івіца Шерфезі помер 28 травня 2004 року, похований в Загребі на Мирогойському цвинтарі.

## Дискографія
- Jukebox (EP, Jugoton, 1961.)
- Meerblaue Augen / Anna-Tereza (singl, AMIGA)
- Ivica Šerfezi (EP, Jugoton, 1964.)
- Crvene Ruže / Ja Za Ljubav Dosad Nisam Znao (singl, Jugoton, 1964. — sa Crveni koralji)
- Vrati mi srce (EP, Jugoton, 1966.)
- Želja (EP, Jugoton, 1966.)
- Suze liju plave oči (EP, Jugoton, 1966.)
- Marija Elena (EP, Jugoton, 1967.)
- Bimbo (EP, Jugoton, 1967.)
- Pjeva djeci (EP, Jugoton, 1967.)
- Reci ljubavi (EP, Jugoton, 1968.)
- Vjerovali ili ne / Kad si otišla drugom (singl, Jugoton, 1969.)
- Sjećanja na rodni kraj (International Artists, 1969.)
- Jos su tople tvoje suze (singl, Jugoton, 1970.)
- Pijan Od Tvoje Ljubavi (singl, Jugoton, 1970.)
- Ja Ljubim / Ja Želim Svoj Dom (singl, Jugoton, 1971.)
- Yupi Yupi Ya / Ti Si Moja Sudbina (singl, Jugoton, 1971.)
- Žena naj bo doma (singl, 1971.)
- Mihaela / Hojla Di, Hojla Da (singl, Jugoton, 1972.)
- Vrati se Mirjana (singl, Jugoton, 1972.)
- Draga, isplači svoju bol (singl, Jugoton, 1972.)
- Sviraj mi gitaro («VŠS '73») / Bilo i prošlo je (singl, Jugoton, 1973.)
- Unter sudlicher Sonne (album, AMIGA, 1973. — sa Đani Maršan)
- Ivica Šerfezi (album, Jugoton, 1973.)
- Ivica Šerfezi (album, AMIGA, 1974.)
- Odlazi jedan brod (ZKP RTV Ljubljana, 1974.)
- Svatko ljubi kako zna (singl, Jugoton, 1975.)
- Vratit ću se jednog dana (Jugoton, 1975.)
- Poet Ivica Šerfezi (Ивица Шерфези — Поет Ивица Шерфези) (МЕЛОДИЯ С60-05843-44, 1975.)
- Svijet je lijep (ZKP RTV Ljubljana, 1976.)
- U dvoje je ljepše (Jugoton, 1977.)
- Serenada za tebe (Jugoton, 1977.)
- Djevojko mala (singl, Jugoton, 1977.)
- Pisma lijepa, pisma duga (singl, Jugoton, 1977.)
- Malaika (singl, Jugoton, 1977. — sa Ljupka Dimitrovska)
- Poet Ivica Šerfezi (Ивица Шерфези — Поет Ивица Шерфези) (МЕЛОДИЯ C60-10265-66, 1978.)
- Serenade Für Dich (album, AMIGA, 1979.)
- Zbogom, Marija (Santa Marija) (singl, Jugoton, 1981.)
- Šapni mi (Jugoton, 1982.)
- Moj život, moje pjesme (Jugoton, 1983.)
- Du Sprachst Von Liebe (album, AMIGA, 1983.)
- Wo Der Wildbach Rauscht — Alpenklänge Mit Ljupka & Ivica (album, AMIGA, 1985.)
- Pjesme južnih mora (Jugoton, 1987.)
- Božić u obitelji (Jugoton, 1987.)
- Romantično (Croatia Records, 1994.)
- Pjesme za dušu (2001.)
- Moj život, moje pjesme (Croatia Records, 2004.)
- Zlatne pjesme zlatnog dečka (Slovenija Records, 2004.)
- Vječni Šerfa — Zadnja želja (Maestro, 2005, reizdanje 2007.)
- The Platinum Collection (Croatia Records, 2008)

## Нагороди
- Міжнародний фестиваль пісні в Дрездені (1973, відзначений 1-ю премією).[3]